# ТГМ8
ТГМ8 (Тепловоз с Гидропередачей, Маневровый, тип 8) — серийный советский четырёхосный тепловоз, разработанный Людиновским тепловозостроительным заводом (ЛТЗ) для продаж на экспорт. За основу при создании была взята серия тепловозов ТГМ6.

## История создания
Базовое исполнение (ТГМ8) создано для французской фирмы Solmer на базе тепловоза ТГМ6А.  Основное отличие от ТГМ6А - дефорсированный (до 800 л.с.) дизельный двигатель, а также другие изменения в соответствии с требованиями заказчика. Всего построено и поставлено во Францию не менее 18 локомотивов.

## Технические характеристики
Основные параметры тепловоза (могут отличаться в зависимости от исполнения):
- размеры:
  - длина по осям автосцепок — 14 460 мм;
  - ширина — 3090 мм;
  - высота — 4320 мм;
  - ширина колеи — 1000/1435/1520/1676 мм;
- нагрузка на ось — 211 кН ±3 %;
- мощность по дизелю — 1200 л.с.;
- конструкционная скорость на поездном режиме — 80 км/ч;
- минимальный радиус проходимых кривых — 60 м.

## Модификации

### ТГМ8К

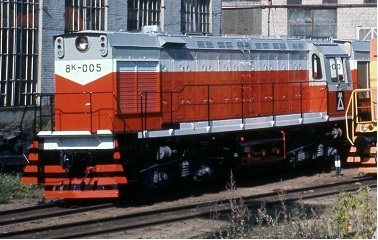
ТГМ8К-005 (он же 8К-005, он же 38005) на ЛТЗ

Версия для поставки в Республику Куба. Всего в 1976 и 1977 годах построено и поставлено для железных дорог Кубы не менее 30 таких локомотивов.

### ТГМ8Э

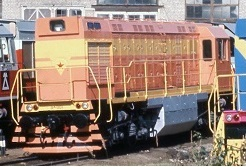
ТГМ8Э-001 (опытный образец) на ЛТЗ

Версия для поставки в другие страны. Известно о постройке в период с 1976 по 1985 год не менее 25 локомотивов:
- для железных дорог Югославии (JЖ[к 2]), не менее 12 единиц (обозначение серии JЖ 744);
- для железных дорог Вьетнама, не менее 4 единиц;
- для железных дорог КНДР, не менее 9 единиц.

### ТГМ8П
Версия, предназначенная для экспорта в Пакистан. Известно о постройке не менее 11 машин (номера с 001 по 011 включительно). Тепловозы с номерами от 001 до 005 построены в 1978 году, от 006 до 008 в 1983 году, от 009 до 011 в 1985 году.

### ТГМ8ЭК
Очередная версия для поставки в Республику Куба. Строилась в 1980-х годах. Всего построено и поставлено для железных дорог Кубы не менее 110 таких локомотивов, а также как минимум одного локомотива для Вьетнама.

### ТГМ8ПМ
Более новая (относительно ТГМ8П) версия, предназначенная для экспорта в Пакистан. Известно о постройке в 1991 году не менее трёх машин (номера от 001 до 003).

### ТГМ8КМ

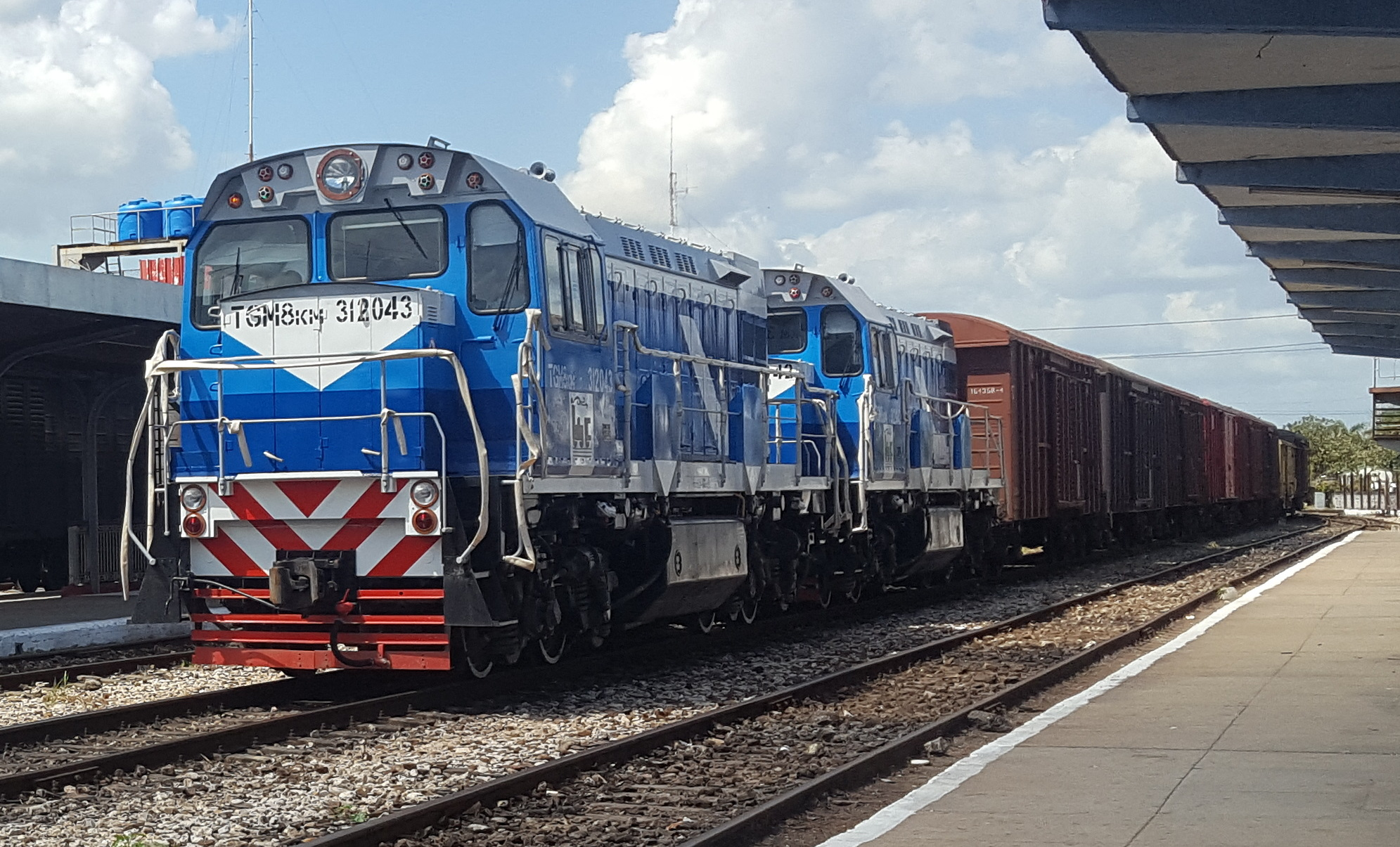
ТГМ8КМ-312043 с другим ТГМ8КМ в составе грузового поезда

Модернизированная версия тепловоза ТГМ8ЭК, разработанная для эксплуатации Союзом железных дорог Кубы. Создана после вхождения ЛТЗ в АО «Синара-Транспортные Машины» (СТМ, из группы «Синара»). Тепловоз спроектирован специально для работы в условиях влажного тропического климата (исполнение ТВ, категория 1 по ГОСТ 15150).
На локомотиве применён V-образный четырёхтактный восьмицилиндровый дизельный двигатель марки 7-6Д49-02 жидкостного охлаждения, с непосредственным впрыском топлива. Двигатель имеет газотурбинный наддув c охладителем наддувочного воздуха (производства ОАО «Коломенский завод»). Мощность двигателя 1200 л.с.
В отличие от ТГМ8ЭК, ТГМ8КМ оборудован новейшей универсальной гидравлической передачей УГП1200ТВ1 производства АО «Калугапутьмаш» и гидростатическим приводом вентилятора охлаждения машины, созданным этим же предприятием. Комплектующие обработаны специальным антикоррозионным покрытием, кузов - водостойкой краской. Тепловоз оборудован пневматическим автоматическим тормозом для торможения поезда, пневматическим прямодействующим тормозом для торможения локомотива без поезда. Установлена противоюзовая система, действующая при торможении во всем диапазоне скоростей и рабочих давлений в тормозных цилиндрах.

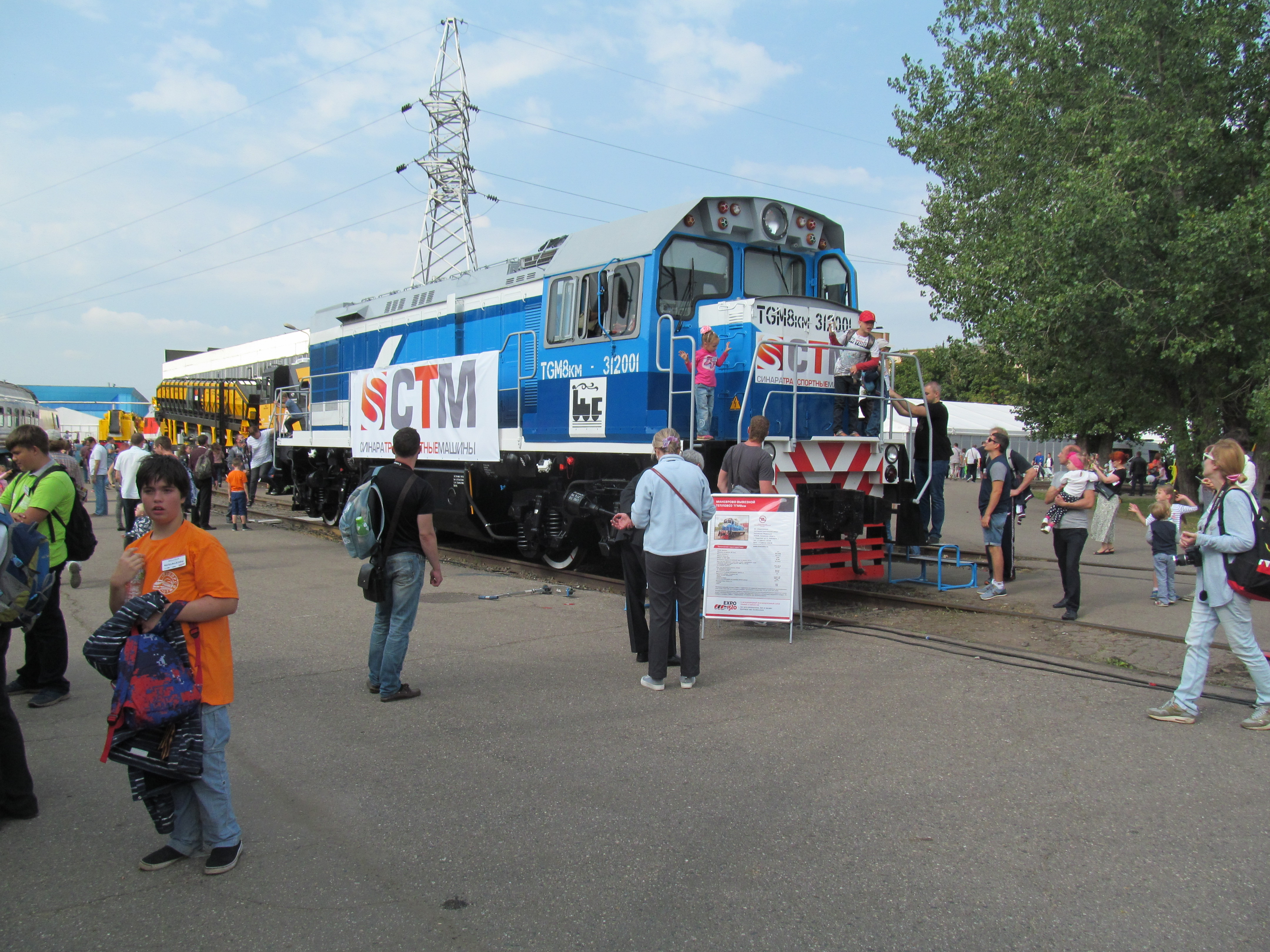
ТГМ8КМ-312001 на VI международном салоне ЭКСПО 1520
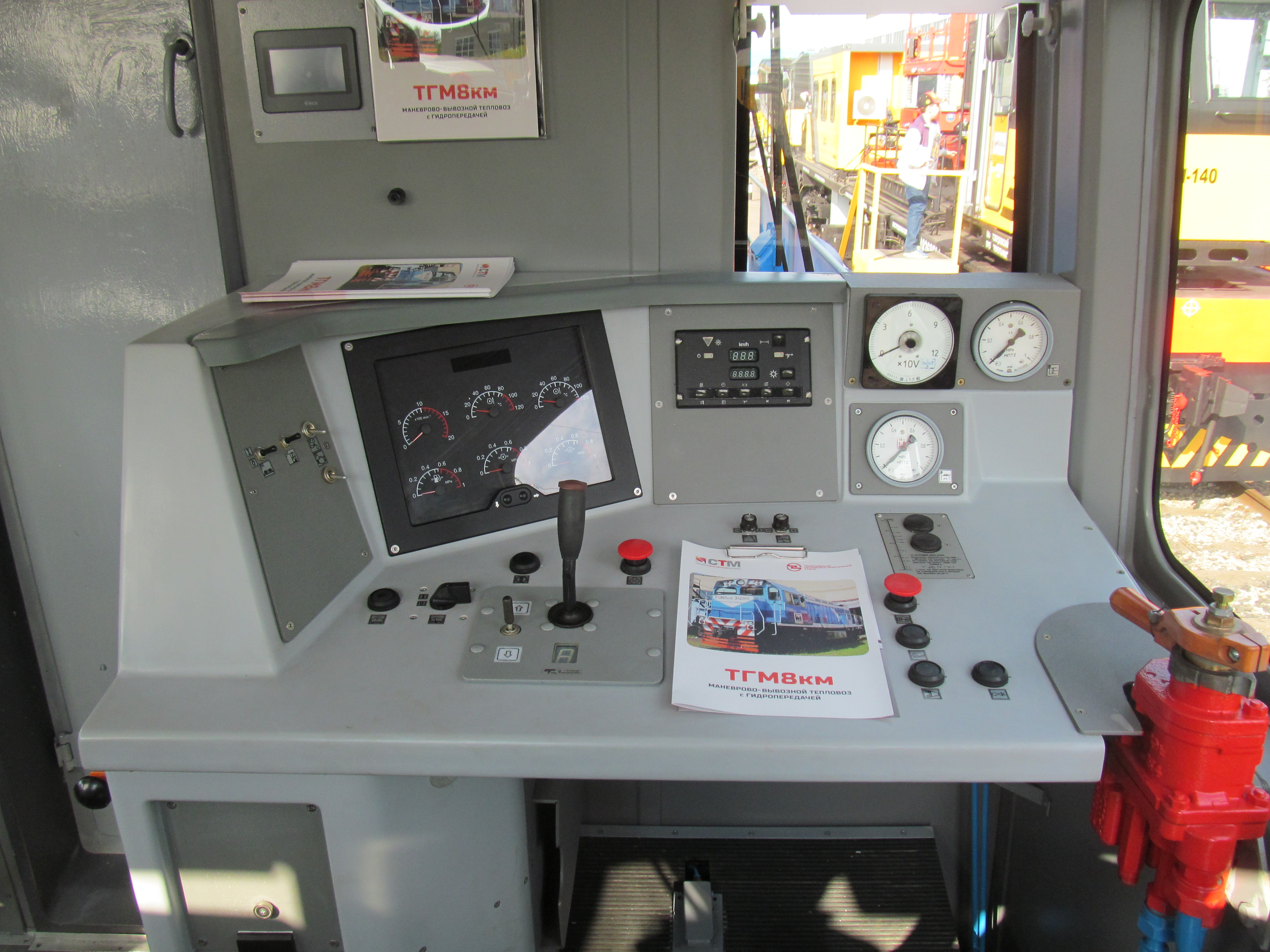
Один из двух пультов управления ТГМ8КМ-312001
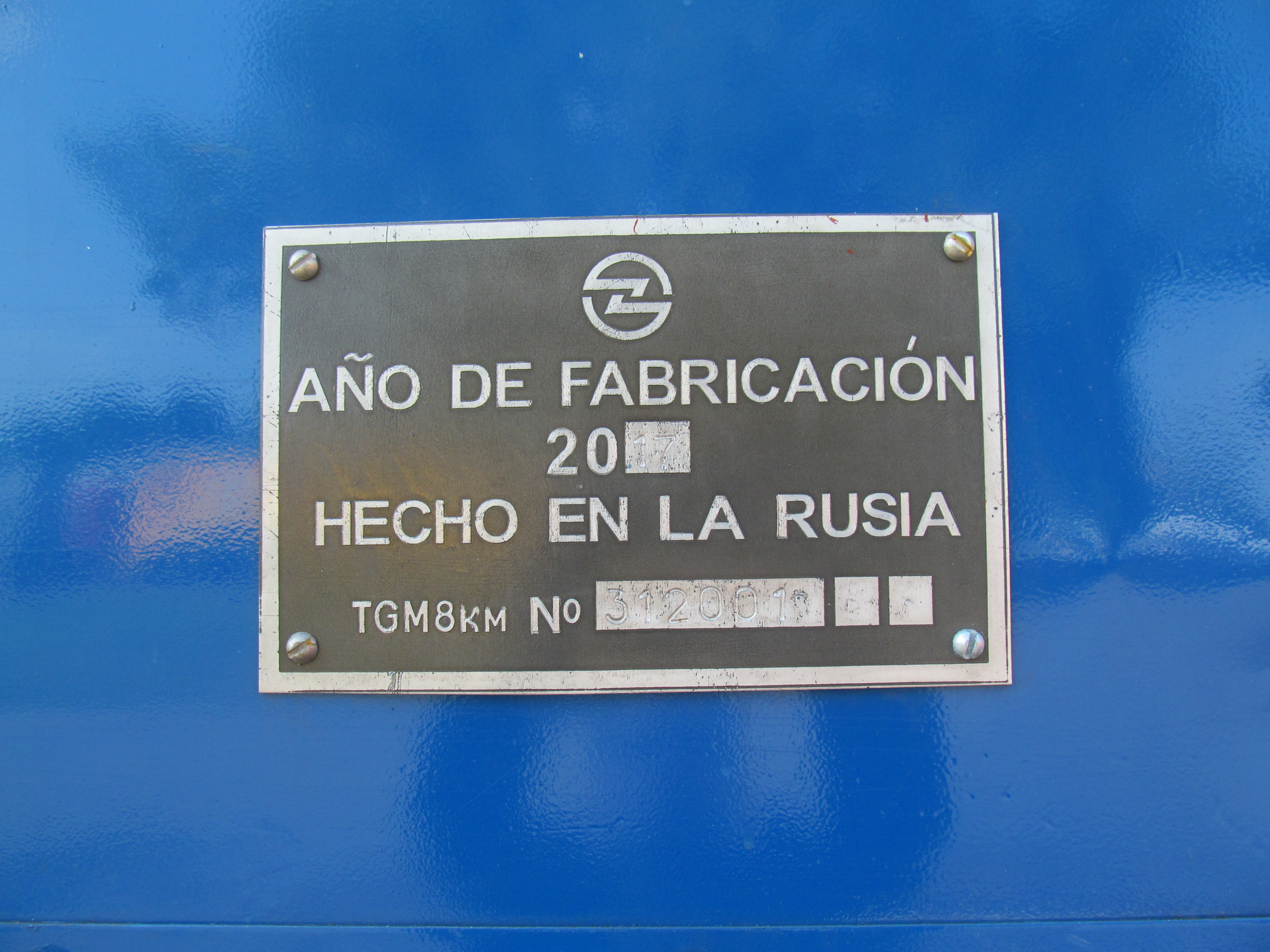
Заводская табличка ТГМ8КМ-312001

Сильно улучшена эргономика. Новый тепловоз оборудован системой микроклимата. Кабина тепловоза увеличена в 1,5 раза. Управление тепловозом осуществляется машинистом с помощником либо в одно лицо (машинистом). Она включает в себя два информативных пульта управления с эргономичными креслами машиниста. Система управления - аналоговая.
Согласно заключённому контракту, СТМ взял на себя обязательства поставить на Кубу 75 таких локомотивов.
Первый локомотив был торжественно передан делегации кубинских железнодорожников летом 2017 года. По состоянию на октябрь 2019 года уже было построено не менее 48 тепловозов ТГМ8КМ. К концу ноября того же года количество поставленных на Кубу машин достигло 53 единиц.

### ТГМ8А
Экспортная модификация, предназначенная для поставок в Гвинею (ТГМ8А Elephant). Создана в 2021 году. В конце 2021 года начались первые отгрузки тепловозов. В рамках контракта, заключённого в сентябре того же года, СТМ обязалась поставить шесть локомотивов гвинейскому заводу АО «Компания Бокситы Киндии» (входит в российскую ОК «РУСАЛ»). Первая партия состояла из трёх тепловозов, доставка второй партии планируется в 2022 году.
На этих тепловозах предусмотрена возможность работы по системе многих единиц, что позволяет увеличить максимальное ускорение, снижает осевую нагрузку, а также позволяет продолжать работу при выходе из строя одной или нескольких машин в составе. Локомотивы адаптированы к климатическим условиям в местах их эксплуатации, снабжены усиленным корпусом и стеклопакетами. Ширина колеи тепловоза 1435 мм, мощность по дизелю составляет 882 кВт (1200 л.с.).
На февраль 2022 года известно о постройке не менее четырёх машин (номера от 001 до 004).

### Комментарии
1. 1 2 3 4 5 6 7 8  Приведены данные изготовителя применительно к модификациям, выпускаемым на момент обращения к источнику.
2. ↑  JЖ — серб. Југословенске железнице, Югославские железные дороги.
3. ↑  Исходя из номерного ряда для этого типа для Кубы предположительно построено более 280 ТГМ8ЭК.